# Leucania punctina
Leucania punctina är en fjärilsart som beskrevs av Adrian Hardy Haworth 1809. Leucania punctina ingår i släktet Leucania och familjen nattflyn. Inga underarter finns listade i Catalogue of Life.